# 石背國
石背國（日语：〔〕／ Iwasenokuni */?）是日本奈良時代時從陸奧國分設出來，為地方行政單位的諸國之一。僅存在了一段短時間。

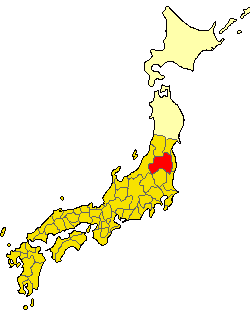
石背國的位置（718年）

## 沿革
日本養老2年（718年）5月2日時將陸奥國的5郡割出而設置此國。位於現在的福島縣中部和西部。僅存在於數年之間，約在養老4年（720年）11月26日到神龜5年（728年）4月11日之間的某時復歸陸奧國管轄。而這是以《類聚國史》關於養老4年的部分所收的以陸奧、石背、石城為對象的敕令和《續日本紀》關於神龜5年時於陸奥國設置了白河軍團的記事為根據所做出的推斷。至於更進一步的時期推定則有種種的說法。
此外，在明治元年（1869年）所設置的岩代國（日语：いわしろのくに）與石背國大致是相同的領域。另外因為畿内的山城國（日语：やましろのくに）在奈良時代是寫作「山背國」，而有了「石背」也同樣不是讀作而是的說法。

## 郡
由5郡所構成，分列如下。
- 會津郡
- 安積郡
- 石背郡
- 白河郡
- 信夫郡

## 參照
- 日本令制國列表
- 岩代國

## 脚注
1. ↑  《続日本紀》養老2年5月乙未（2日）條。
2. ↑  高橋崇『律令国家東北史の研究』22-24頁。